# آلما تیلور
آلما تیلور (انگلیسی: Alma Taylor؛ ۳ ژانویهٔ ۱۸۹۵ – ۲۳ ژانویهٔ ۱۹۷۴ (۷۹ سال)) یک هنرپیشه اهل بریتانیا بود.
از فیلم‌ها یا برنامه‌های تلویزیونی که وی در آن نقش داشته است می‌توان به الیور توئیست و دکمه طلایی اشاره کرد.